# 蒙雷阿尔-德尔利亚诺
蒙雷阿尔-德尔利亚诺，是西班牙卡斯蒂利亚-拉曼恰昆卡省的一个市镇。总面积39平方公里，总人口86人（2001年），人口密度2人/平方公里。